# 張益唐
張 益唐（ちょう えきとう、ジャン・イータン、Yitang Zhang、1955年 - ）は、中華人民共和国生まれのアメリカ合衆国の数学者である。数論を専門とする。
ニューハンプシャー大学に講師として在籍中の2013年、隣り合った素数の間隔として無限回みられる値の最小値に関して、有限な上界を初めて確立する論文を数学誌『Annals of Mathematics』に提出した。この研究により、2014年のマッカーサー・フェローに選出され、カリフォルニア大学サンタバーバラ校の教授に任命された。

## 経歴

### 幼年期と教育
上海に生まれ、13歳までそこで育つ。9歳頃、ピタゴラスの定理の証明を独自に発見した。10歳のときにフェルマーの最終定理とゴールドバッハ予想について初めて学んだ。文化大革命の間、彼は母親とともに辺境部に下放された。彼は10年間労働者として働き、高校に通うことができなかった。
文化大革命の終結後、張は1978年に学部生として北京大学に入学し、1982年に数学の学士号を取得した。北京大学の大学院では数論を専門とする潘承彪教授の指導を受け、1984年に数学の修士号を取得した。修士号取得後、数学者でもあった北京大学学長丁石孫と数学科長郊東皐の推薦を受けて、パデュー大学大学院の全額支給奨学金を得た。張は1985年1月にパデュー大学大学院に入学して6年半在籍し、1991年12月に数学の博士号を取得した。

### キャリア
博士課程での研究はヤコビアン予想に関するものだった。卒業後、張は学術的な職を見つけるのに苦労した。2013年の『ノーチラス』誌でのインタビューで、張は卒業後に仕事に就かなかったと語った。「その時期、学術的な職を得ることは困難でした。それは雇用市場の問題でした。また、私の指導教員は推薦状を書いてくれませんでした。」その理由は、張の研究が、彼の指導教員である莫宗堅の以前の研究の誤りを指摘するものだったからである。莫はこの研究に非常に不満であり、張への推薦状の作成を拒否した。張は、ジョージ・クシックサリーのドキュメンタリー映画『Counting From Infinity』で、パデュー大学在学中とその後の数年間の彼の困難について論じながら、この主張を繰り返した。莫は、張が推薦状を要求するために彼の元に戻ってくることはなかったと述べた。2015年2月に『ザ・ニューヨーカー』誌に掲載された詳細なプロフィールで、アレック・ウィルキンソンは「張は莫と不幸に別れ、張は莫の支援なしにパデュー大学を去り、論文を発表していないため、学術的な職を見つけることができなかった」と書いた。数年後、張はケネス・アッペルに雇われ、1999年にニューハンプシャー大学で講師としての職を見つけることができた。
学術の世界に戻る前、彼はニューヨーク市のレストランで会計兼配達員として数年間働いていた。また、ケンタッキー州のモーテルやサンドイッチ店「サブウェイ」で働いていた。クアンタ・マガジンに掲載されたプロフィールには、張が最初の就職活動中に車の中で生活していたと書かれている。
1999年からニューハンプシャー大学で講師を務めた。2014年1月、ニューハンプシャー大学は素数に関する彼の発見に対して、彼を教授に任命した。張は2014年にプリンストン大学に1学期滞在し、2015年秋にカリフォルニア大学サンタバーバラ校に移籍した。

## 研究
2013年4月17日、張は、「隣り合った素数の組には隔たりが7千万以下のものが無数組存在する」ことを証明した論文を発表した。この結果は、無限に反復可能な素数2-タプルの存在を意味し、従って、双子素数予想に類似した定理を確立する。張の論文は、2013年5月上旬に数学誌『Annals of Mathematics』に受理された。これ以前に彼が発表した論文のアクセプトは、2001年が最後だった。彼が発表している論文の数も多くはない。
この証明は、解析的整数論の第一人者ニック・カッツによって参照された。張の結果は、Polymath8など、この分野での活発な活動を引き起こした。P(N) が「差がちょうど N である素数の組（必ずしも連続する素数ではない）が無限組存在する」という命題を表す場合、張の結果は「 P(k) が真となる少なくとも1つの偶数 k < 70,000,000 が存在する」ということと等価である。双子素数予想の古典的な形式は P(2) と等価であり、さらに実際には P(k) が全ての偶数 k について成り立つと予想されている。これらのより強力な予想の証明はされていないが、2013年11月にジェームズ・メイナードは別の手法により P(k) がある k ≤ 600 において成り立つことを示した。2014年4月、Polymath8により、その境界は k ≤ 246 まで下げられた。

## 受賞
張は、2013年のモーニングサイド特別功労賞数学部門、2013年のオストロフスキー賞、2014年のコール賞数論部門、2014年のショック賞数学部門を受賞した。
彼は2014年のマッカーサー・フェローの受賞者であり、同年国際数学者会議の招待講演者となった。

## 政治活動
1989年、張は中国民主化運動に関する団体・中国民主団結連盟（中国民連）に加入した。2013年のインタビューで、彼はこの主題に関する彼の政治的見解はそれ以来変わっていないと断言した。
2014年には台湾（中華民国）の中央研究院院士となった。